# Ajelet Šakedová
Ajelet Šakedová (Ajelet Šaked, hebrejsky איילת שקד‎, * 7. května 1976, Tel Aviv) je izraelská politička, poslankyně Knesetu za stranu Židovský domov a od května 2015 ministryně spravedlnosti ve vládě Benjamina Netanjahua.

## Biografie
Narodila se a vyrůstala ve čtvrti Bavli na severu Tel Avivu. Její matka byla učitelkou Bible a její otec byl z tradicionalistické (masorti) rodiny. Sloužila v izraelské armádě. Má titul bakaláře z Telavivské univerzity. Je vdaná za vojenského pilota a má dvě děti.
Mezi lety 2006 a 2008 byla vedoucí kanceláře Benjamina Netanjahua, tehdy opozičního lídra. Roku 2010 založila spolu s Naftalim Bennettem organizaci Můj Izrael, kterou vedla do roku 2012.
14. listopadu 2012 byla zvolena v primárních volbách Židovského domova na třetí místo kandidátky a ve volbách v roce 2013 se stala poslankyní Knesetu. Mandát obhájila rovněž ve volbách v roce 2015. V letech 2015–2019 zastávala ve čtvrté Netanjahuově vládě post ministryně spravedlnosti. Od června 2021 je ministryní vnitra ve vládě Naftaliho Bennetta a Ja'ira Lapida.
Ajelet Šaked získala v roce 2012 izraelskou Abramowitzovu cenu za mediální kritiku.